# カステル・ディ・ルーチョ
カステル・ディ・ルーチョ（イタリア語: Castel di Lucio, シチリア語:  Castel di Luciu）は、イタリア共和国シチリア州メッシーナ県にある人口約1,300人の基礎自治体（コムーネ）。

## 地理

### 位置・広がり
メッシーナ県のコムーネ。県都メッシーナから西南西へ114kmの距離にある。

#### 隣接コムーネ
隣接するコムーネは以下の通り。括弧内のPAはパレルモ県、ENはエンナ県所属を示す。
- ジェラーチ・シークロ (PA)
- ミストレッタ
- ニコジーア (EN)
- ペッティネーオ
- サン・マウロ・カステルヴェルデ (PA)